# Colastes
Colastes är ett släkte av steklar som beskrevs av Alexander Henry Haliday 1833. Colastes ingår i familjen bracksteklar.

## Dottertaxa tillColastes, i alfabetisk ordning[1][2]
- Colastes abdominalis
- Colastes abnormis
- Colastes abrogatus
- Colastes aciculatus
- Colastes adjunctus
- Colastes affinis
- Colastes alaskensis
- Colastes alboapicalis
- Colastes amoenus
- Colastes anervis
- Colastes anomalopterus
- Colastes attonita
- Colastes avatsha
- Colastes baikalicus
- Colastes bohayicus
- Colastes borealis
- Colastes braconius
- Colastes brevipetiolatus
- Colastes catenator
- Colastes cilipennis
- Colastes cognatus
- Colastes colenutti
- Colastes cribellatus
- Colastes curtifemur
- Colastes dersu
- Colastes distractus
- Colastes effectus
- Colastes elongatus
- Colastes flavitarsis
- Colastes foveolator
- Colastes fragilis
- Colastes fritzeni
- Colastes grenadensis
- Colastes himalayicus
- Colastes hopkinsi
- Colastes hungaricus
- Colastes incertus
- Colastes inopinatus
- Colastes insularis
- Colastes interdictus
- Colastes involutus
- Colastes ivani
- Colastes kiefferi
- Colastes kurilensis
- Colastes laevis
- Colastes lapponicus
- Colastes laticarpus
- Colastes longitergum
- Colastes luridiceps
- Colastes lustrator
- Colastes macropterus
- Colastes magdalenae
- Colastes malayensis
- Colastes melanocephalus
- Colastes mellipes
- Colastes mendax
- Colastes metalli
- Colastes moldavicus
- Colastes montanus
- Colastes nuptus
- Colastes opacus
- Colastes orchesiae
- Colastes orientalis
- Colastes pacificus
- Colastes pahangensis
- Colastes phyllotomae
- Colastes pilosiventris
- Colastes pilosus
- Colastes polypori
- Colastes postfurcalis
- Colastes propinquus
- Colastes pubescens
- Colastes pubicornis
- Colastes rupicola
- Colastes sandei
- Colastes santacheza
- Colastes subquadratus
- Colastes sylvicola
- Colastes taegeri
- Colastes tamdaoensis
- Colastes testaceus
- Colastes tobiasi
- Colastes tricolor
- Colastes unicolor
- Colastes ussuricus
- Colastes whartoni
- Colastes vividus